# TSN (sieć telewizyjna)

Logo sieci telewizyjnej

TSN – kanadyjska sieć telewizyjna, na którą składa się pięć stacji. W 2013 roku sieć miała przychód 400,4 miliona dolarów.

## Stacje telewizyjne
Źródło: TSN
- TSN1
- TSN2
- TSN3
- TSN4
- TSN5